# Football League One
La English Football League One (nota dalla stagione 2013-2014 anche come Sky Bet League One per ragioni di sponsorizzazione o più semplicemente League One) è la terza serie calcistica inglese, la seconda della English Football League.

## Storia
La denominazione attuale fu applicata nel 2004 per sostituire quella transitoria di Second Division, a sua volta utilizzata dal 1993 al 2003, al posto di quella classica di Third Division, nome con il quale era conosciuta la categoria dal 1920 al 1992.
La Third Division South fu inaugurata nel 1920, quando la Football League decise di espandersi nel sud dell'Inghilterra (area del paese dove fino a quel momento aveva raccolto assai poche affiliazioni) ed elesse così nei propri ranghi 22 nuovi club provenienti dalla Southern League. Ciò portò alla protesta di varie società del nord, che avevano anch’esse fatto domanda di adesione e perciò l’anno seguente venne creata un’altrettanto nuova Third Division North a 20 squadre. Nel 1923 anche la North fu omologata a 22 club, e nel 1950 entrambi i tornei salirono a 24 partecipanti. Solo le vincitrici dei due gironi avevano accesso alla categoria superiore e questo rendeva molto difficile la promozione in Second Division.
Nel 1958 si decise di introdurre il girone unico anche a questo livello, creando una singola Third Division, mentre i club esclusi vennero raccolti in una nuova Fourth Division. Le promozioni nella cadetteria divennero così due, mentre per placare le rimostranze delle società scese in Fourth, si stabilirono ben quattro retrocessioni. Nel 1974 il meccanismo fu ravvivato con una terza promozione, che dal 1987 fu messa in gioco in un play-off.
Nel 2013 vennero adottate le regole elaborate dalla UEFA, in materia di fair play finanziario, che impongono ai club un limite fisso per la spesa adibita agli ingaggi dei calciatori.

## Regolamento
Partecipano alla EFL League One 24 squadre che si affrontano in un girone all'italiana, con gare di andata e di ritorno, per un totale di 46 giornate. Vengono assegnati 3 punti per ogni vittoria, 1 punto a testa per ogni pareggio e nessun punto per la sconfitta. In caso di parità, per la formulazione della classifica finale vengono considerati i seguenti criteri: differenza reti, maggior numero di gol segnati, classifica avulsa, maggior numero di vittorie, maggior numero di gol segnati in trasferta, fair play, spareggio.
La 1ª classificata si laurea Campione di EFL League One ed è promossa in Football League Championship, insieme alla 2ª classificata e alla vincitrice dei play off, a cui partecipano le squadre giunte dal 3º al 6º posto della stagione regolare. Le ultime quattro classificate retrocedono invece in Football League Two.
Formula dei play off
- Semifinali:
  - 4ª classificata - 5ª classificata
  - 3ª classificata - 6ª classificata

Doppio confronto con gare di andata e di ritorno, prima in casa per la squadra peggio piazzata in classifica. In caso di parità di gol nell'aggregato delle due sfide, vengono disputati i tempi supplementari ed eventualmente effettuati i calci di rigore.
- Finale:
  - Vincente semifinale 1 - Vincente semifinale 2

Gara unica ed in campo neutro. In caso di pareggio vengono disputati i tempi supplementari ed eventualmente effettuati i calci di rigore.

## Organico stagione 2024-2025
| Club                | Città             | Stadio                       | Capienza |
| ------------------- | ----------------- | ---------------------------- | -------- |
| Barnsley            | Barnsley          | Oakwell                      | 23,287   |
| Birmingham          | Birmingham        | St Andrew's                  | 30,000   |
| Blackpool           | Blackpool         | Bloomfield Road              | 17,338   |
| Bolton Wanderers    | Bolton            | University of Bolton Stadium | 28,723   |
| Bristol Rovers      | Bristol           | Memorial Stadium             | 12,300   |
| Burton Albion       | Burton upon Trent | Pirelli Stadium              | 6,912    |
| Cambridge United    | Cambridge         | Abbey Stadium                | 8,127    |
| Charlton Athletic   | Londra (Charlton) | The Valley                   | 27,111   |
| Crawley Town        | Crawley           | Broadfield Stadium           | 4,996    |
| Exeter City         | Exeter            | St James Park                | 8,696    |
| Huddersfield Town   | Huddersfield      | John Smith's Stadium         | 24,169   |
| Leyton Orient       | Londra (Leyton)   | Brisbane Road                | 9,271    |
| Lincoln City        | Lincoln           | Sincil Bank                  | 10,120   |
| Mansfield Town      | Mansfield         | Field Mill                   | 9,990    |
| Northampton Town    | Northampton       | Sixfields Stadium            | 7,798    |
| Peterborough United | Peterborough      | London Road Stadium          | 14,793   |
| Reading             | Reading           | Madejski Stadium             | 24,161   |
| Rotherham Utd       | Rotherham         | New York Stadium             | 12,021   |
| Shrewsbury Town     | Shrewsbury        | New Meadow                   | 9,875    |
| Stevenage           | Stevenage         | Broadhall Way                | 6,722    |
| Stockport County    | Stockport         | Edgeley Park                 | 10,852   |
| Wigan Athletic      | Wigan             | DW Stadium                   | 25,138   |
| Wrexham             | Wrexham           | Racecourse Ground            | 10,500   |
| Wycombe Wanderers   | High Wycombe      | Adams Park                   | 9,448    |

## Albo d'oro
| Stagione | Campione        | 2º classificato   | Vincitore play off |
| -------- | --------------- | ----------------- | ------------------ |
| 2004-05  | Luton Town      | Hull City         | Sheffield Weds     |
| 2005-06  | Southend Utd    | Colchester Utd    | Barnsley           |
| 2006-07  | Scunthorpe Utd  | Bristol City      | Blackpool          |
| 2007-08  | Swansea City    | Nottingham Forest | Doncaster          |
| 2008-09  | Leicester City  | Peterborough Utd  | Scunthorpe Utd     |
| 2009-10  | Norwich City    | Leeds Utd         | Millwall           |
| 2010-11  | Brighton        | Southampton       | Peterborough Utd   |
| 2011-12  | Charlton        | Sheffield Weds    | Huddersfield Town  |
| 2012-13  | Doncaster       | Bournemouth       | Yeovil Town        |
| 2013-14  | Wolverhampton   | Brentford         | Rotherham Utd      |
| 2014-15  | Bristol City    | MK Dons           | Preston N.E.       |
| 2015-16  | Wigan           | Burton Albion     | Barnsley           |
| 2016-17  | Sheffield Utd   | Bolton            | Millwall           |
| 2017-18  | Wigan           | Blackburn Rovers  | Rotherham Utd      |
| 2018-19  | Luton Town      | Barnsley          | Charlton           |
| 2019-20  | Coventry City   | Rotherham Utd     | Wycombe            |
| 2020-21  | Hull City       | Peterborough Utd  | Blackpool          |
| 2021-22  | Wigan           | Rotherham Utd     | Sunderland         |
| 2022-23  | Plymouth        | Ipswich Town      | Sheffield Weds     |
| 2023-24  | Portsmouth      | Derby County      | Oxford Utd         |
| 2024-25  | Birmingham City | Wrexham           | Charlton           |

### Vittorie per squadra (a partire dalla stagione 2004-2005)
| Club            | Vittorie | Stagioni                  |
| --------------- | -------- | ------------------------- |
| Wigan           | 3        | 2015-16, 2017-18, 2021-22 |
| Luton Town      | 2        | 2004-05, 2018-19          |
| Brighton        | 1        | 2010-11                   |
| Bristol City    | 1        | 2014-15                   |
| Charlton        | 1        | 2011-12                   |
| Coventry City   | 1        | 2019-20                   |
| Doncaster       | 1        | 2012-13                   |
| Hull City       | 1        | 2020-21                   |
| Leicester City  | 1        | 2008-09                   |
| Norwich City    | 1        | 2009-10                   |
| Plymouth        | 1        | 2022-23                   |
| Portsmouth      | 1        | 2023-24                   |
| Scunthorpe Utd  | 1        | 2006-07                   |
| Sheffield Utd   | 1        | 2016-17                   |
| Southend Utd    | 1        | 2005-06                   |
| Swansea City    | 1        | 2007-08                   |
| Wolverhampton   | 1        | 2013-14                   |
| Birmingham City | 1        | 2024-25                   |

## Statistiche

### Vittorie e piazzamenti
| Squadra           | 1° | 2° | 3° | Tot. |
| ----------------- | -- | -- | -- | ---- |
| Wigan             | 3  | /  | /  | 3    |
| Luton Town        | 2  | /  | /  | 2    |
| Bristol City      | 1  | 1  | /  | 2    |
| Hull City         | 1  | 1  | /  | 2    |
| Charlton          | 1  | /  | 1  | 2    |
| Doncaster         | 1  | /  | 1  | 2    |
| Scunthorpe Utd    | 1  | /  | 1  | 2    |
| Sheffield Utd     | 1  | /  | 1  | 2    |
| Birmingham City   | 1  | /  | /  | 1    |
| Brighton          | 1  | /  | /  | 1    |
| Coventry City     | 1  | /  | /  | 1    |
| Leicester City    | 1  | /  | /  | 1    |
| Norwich City      | 1  | /  | /  | 1    |
| Plymouth          | 1  | /  | /  | 1    |
| Portsmouth        | 1  | /  | /  | 1    |
| Southend Utd      | 1  | /  | /  | 1    |
| Swansea City      | 1  | /  | /  | 1    |
| Wolverhampton     | 1  | /  | /  | 1    |
| Peterborough Utd  | /  | 2  | /  | 2    |
| Rotherham Utd     | /  | 2  | /  | 2    |
| Brentford         | /  | 1  | 2  | 3    |
| MK Dons           | /  | 1  | 2  | 3    |
| Sheffield Weds    | /  | 1  | 1  | 2    |
| Barnsley          | /  | 1  | /  | 1    |
| Blackburn Rovers  | /  | 1  | /  | 1    |
| Bolton            | /  | 1  | /  | 1    |
| Bournemouth       | /  | 1  | /  | 1    |
| Burton Albion     | /  | 1  | /  | 1    |
| Colchester Utd    | /  | 1  | /  | 1    |
| Ipswich Town      | /  | 1  | /  | 1    |
| Leeds Utd         | /  | 1  | /  | 1    |
| Nottingham Forest | /  | 1  | /  | 1    |
| Southampton       | /  | 1  | /  | 1    |
| Wrexham           | /  | 1  | /  | 1    |
| Blackpool         | /  | /  | 2  | 2    |
| Huddersfield Town | /  | /  | 1  | 1    |
| Leyton Orient     | /  | /  | 1  | 1    |
| Millwall          | /  | /  | 1  | 1    |
| Preston N.E.      | /  | /  | 1  | 1    |
| Shrewsbury Town   | /  | /  | 1  | 1    |
| Tranmere          | /  | /  | 1  | 1    |
| Walsall           | /  | /  | 1  | 1    |
| Wycombe           | /  | /  | 1  | 1    |

### Partecipazioni
In 22 stagioni hanno militato nel torneo le seguenti 79 squadre. I 24 club che attualmente partecipano alla Football League One 2025-26 sono in grassetto.
- 15:  MK Dons,  Peterborough Utd
- 14:  Oldham Athletic
- 13:  Doncaster,  Gillingham,  Walsall
- 12:  Bristol Rovers,  Leyton Orient,  Shrewsbury Town
- 11:  Blackpool,  Charlton,  Port Vale,  Swindon Town,  Tranmere
- 10:  Bradford City,  Fleetwood Town,  Scunthorpe Utd
- 9:  Barnsley,  Burton Albion,  Carlisle Utd,  Colchester Utd,  Crewe Alexandra,  Huddersfield Town,  Northampton Town,  Rochdale,  Southend Utd,  Wycombe,  Yeovil Town
- 8:  Bolton,  Oxford Utd,  Portsmouth,  Rotherham Utd
- 7:  AFC Wimbledon,  Bournemouth,  Chesterfield,  Coventry City,  Exeter City,  Hartlepool Utd,  Lincoln City,  Wigan
- 6:  Brentford,  Cheltenham Town,  Millwall,  Plymouth,  Sheffield Utd,  Stevenage
- 5:  Accrington Stanley,  Brighton,  Bury,  Preston N.E.,  Sheffield Weds,  Stockport County
- 4:  Bristol City,  Cambridge Utd,  Crawley Town,  Ipswich Town,  Luton Town,  Sunderland
- 3:  Leeds Utd,  Morecambe,  Nottingham Forest,  Notts County,  Reading,  Swansea City
- 2:  Derby County,  Hull City,  Mansfield Town,  Southampton,  Wolverhampton,  Wrexham
- 1:  Birmingham City,  Blackburn Rovers,  Cardiff City,  Dag & Red,  Forest Green,  Hereford Utd,  Leicester City,  Norwich City,  Torquay Utd

### Primati
Squadre
- Maggior numero di titoli: Wigan Athletic (3 nel 2015-16, 2017-18, 2021-22)
- Maggior numero di promozioni: Rotherham United (4 nel 2013-14, 2017-18, 2019-20, 2021-22)
- Maggior numero di play off vinti: Rotherham United (2 nel 2013-14, 2017-18)
- Maggior numero di retrocessioni: Swindon Town (4 nel 2005-06, 2010-11, 2016-17, 2020-21)
- Partecipazioni consecutive: Fleetwood Town (10 dal 2014-15 al 2023-24)
- Maggior numero di punti: Birminghan City(111 su 138 nel 2024-25)
- Maggior numero di vittorie: Birminghan City (34 in 46 gare nel 2024-25)
- Minor numero di sconfitte: Birminghan City (3 in 46 gare nel 2024-25)
- Maggior numero di pareggi: Scunthorpe United (22 in 46 gare nel 2011-12)
- Maggior numero di gol segnati: Peterborough United (106 in 46 gare nel 2010-11)
- Minor numero di gol subiti: Wigan Athletic (29 in 46 gare nel 2017-18)
- Maggior numero di clean sheet: Wigan Athletic (27 in 46 gare nel 2017-18)
- Miglior differenza reti: Ipswich Town (+66 nel 2022-23)
- Minor numero di punti: Stockport County (25 su 138 nel 2009-10)
- Minor numero di vittorie: Stockport County (5 in 46 gare nel 2009-10)
- Maggior numero di sconfitte: Stockport County (32 in 46 gare nel 2004-05)
- Minor numero di pareggi: Swindon Town (4 in 46 gare nel 2020-21)
- Minor numero di gol segnati: Coventry City (27 in 46 gare nel 2016-17)
- Maggior numero di gol subiti: Stockport County (98 in 46 gare nel 2004-05)
- Minor numero di clean sheet: Scunthorpe United (3 in 46 gare nel 2014-15) e Gillingham (3 in 46 gare nel 2016-17)
- Peggior differenza reti: Stockport County (-60 nel 2009-10)

Partite
- Maggior numero di gol segnati in una partita:[5] 10 reti in Hartlepool United-Wrexham 4-6 (2004-05), Wolverhampton Wanderers-Rotherham United 6-4 (2013-14) Bristol City-Walsall 8-2 (2014-15) e Wycombe Wanderers-Cheltenham Town 5-5 (2021-22)
- Partita con maggiore scarto di gol:[6] 7 reti in Milton Keynes Dons-Oldham Athletic 7-0 (2014-15), Oxford United-Wigan Athletic 0-7 (2017-18), Peterborough United-Accrington Stanley 7-0 (2020-21), Barnsley-Port Vale 7-0 (2023-24) e Bolton Wanderers-Exeter City 7-0 (2023-24)
- Maggior afflusso di pubblico in una partita della stagione regolare: 46039 spettatori in Sunderland-Bradford City 1-0 (Stadium of Light, 26 dicembre 2018, stagione 2018-19)[7]
- Maggior afflusso di pubblico in una finale dei play off: 76155 spettatori in Charlton Athletic-Sunderland 2-1 (Wembley Stadium, 26 maggio 2019, stagione 2018-19)

Individuali
- Miglior marcatore in un campionato: Jordan Rhodes (Huddersfield Town) con 35 gol nel 2011-12
- Maggior numero di gol segnati in una partita:[8] 5 reti per Jordan Rhodes dell'Huddersfield Town in Wycombe Wanderers-Huddersfield Town 0-6 del 2011-12 e Juan Ugarte Aiestarán del Wrexham in Hartlepool United-Wrexham 4-6 del 2004-05